# Kanton Les Deux-Sevi
Les Deux-Sevi is een voormalig kanton van het Franse departement Corse-du-Sud. Het kanton maakte deel uit van het arrondissement Ajaccio. Het werd opgeheven bij decreet van 24 februari 2014 met uitwerking op 22 maart 2015.

## Gemeenten
Het kanton Les Deux-Sevi omvatte de volgende gemeenten:
- Cargèse
- Cristinacce
- Évisa
- Marignana
- Osani
- Ota
- Partinello
- Piana (hoofdplaats)
- Serriera